# 明間印刷所
株式会社明間印刷所（あけまいんさつじょ）は新潟県三条市に本社を置いていた印刷会社である。一般的な印刷のほか、レーザー加工・飛び出す立体名刺など特殊な印刷加工も行っていた。2019年6月26日付で事業を停止した。同年10月17日に新潟地方裁判所三条支部から破産手続開始決定を受けた。

## 会社概要
- 新潟本社 : 新潟県三条市月岡1丁目26-39
- 仙台営業所 : 宮城県仙台市青葉区川平5丁目4番30号 キャピタル中山ビル4F
- 倒産（2019年）。

## 沿革
- 1960年（昭和35年） - 新潟県三条市林町でタイプ印刷（孔版印刷）を開始。
- 1989年（昭和64年） - 新潟県三条市新保に新築移転。
- 1991年（平成3年） - 組織を株式に改組。
- 1992年（平成4年） - 現住所の社屋に移転。
- 1996年（平成8年） - 同人誌業界に参入。
- 2000年（平成12年） - ブライダル産業（ブライダルペーパーアイテム）に参入。
- 2003年（平成15年） - 宮城県仙台市に営業所開設。
- 2008年（平成20年） - 立体出現カード3件特許を申請。
- 2015年（平成27年） - 「ふるさと祭り東京2015」にて開発商品「玉響~TAMAYURA~」が準グランプリとクールジャパン賞を受賞[5][6][7][8]。
- 2019年（令和元年）
  - 6月26日 - 事業停止[2][3]。事後処理を弁護士に一任[9]。
  - 10月17日 - 新潟地方裁判所三条支部から破産手続開始決定を受ける[1]。

## 業務内容
文集・個人出版・製本・新聞・パンフレット・社内報・伝票・帳票類の印刷